# Persone di nome Matthias
| Questa pagina contiene informazioni ricavate automaticamente dalle voci biografiche con l'ausilio del template Bio e di un bot. L'aggiornamento è periodico e automatico e ricostruisce completamente la pagina. Se manca una persona in questa lista, sei pregato di non aggiungerla, ma accertati piuttosto che la sua voce biografica contenga il template Bio e che i dati anagrafici siano correttamente compilati. Se il template Bio manca, inseriscilo tu stesso o, in alternativa, metti l'avviso {{tmp\|Bio}} che ne segnala la mancanza. Se i dati riportati sono sbagliati, correggi direttamente la voce biografica; le modifiche saranno visibili in questa lista entro pochi giorni. Per chiarimenti vedi il progetto antroponimi. La lista contiene solo le 156 persone che sono citate nell'enciclopedia e per le quali è stato implementato correttamente il template Bio. Pagina aggiornata al 16 ott 2024. |

Questa è una lista di persone presenti nell'enciclopedia che hanno il prenome Matthias, suddivise per attività principale.

## Allenatori di calcio(7)
- Matthias Döschner, allenatore di calcio e ex calciatore tedesco orientale (Dohna, n. 1958)
- Matthias Hagner, allenatore di calcio e ex calciatore tedesco (Gießen, n. 1974)
- Matthias Jaissle, allenatore di calcio e ex calciatore tedesco (Nürtingen, n. 1988)
- Matthias Kaburek, allenatore di calcio e calciatore austriaco (Vienna, n. 1911 - † 1976)
- Matthias Koch, allenatore di calcio e ex calciatore austriaco (Feldkirch, n. 1988)
- Matthias Maucksch, allenatore di calcio e ex calciatore tedesco orientale (Dresda, n. 1969)
- Matthias Müller, allenatore di calcio e ex calciatore tedesco orientale (Dresda, n. 1954)

## Allenatori di pallacanestro(1)
- Matthias Zollner, allenatore di pallacanestro tedesco (Dachau, n. 1981)

## Alpinisti(1)
- Matthias Zurbriggen, alpinista svizzero (Saas-Fee, n. 1856 - Ginevra, † 1917)

## Architetti(1)
- Matthias di Arras, architetto francese (Arras - Praga, † 1352)

## Arcivescovi cattolici(2)
- Matthias Hovius, arcivescovo cattolico belga (Malines, n. 1542 - Affligem, † 1620)
- Matthias N'Gartéri Mayadi, arcivescovo cattolico ciadiano (Bedaya, n. 1942 - Lione, † 2013)

## Artisti(1)
- Matthias Buchinger, artista, calligrafo e illusionista tedesco (Ansbach, n. 1674 - Cork, † 1740)

## Artisti marziali(1)
- Matthias Hues, artista marziale e attore tedesco (Waltrop, n. 1959)

## Astronauti(1)
- Matthias Maurer, astronauta tedesco (Sankt Wendel, n. 1970)

## Astronomi(1)
- Matthias Busch, astronomo tedesco (n. 1968)

## Attori(12)
- Matthias Brandt, attore tedesco (Berlino, n. 1961)
- Matthias Freihof, attore tedesco (Plauen, n. 1961)
- Matthias Habich, attore tedesco (Danzica, n. 1940)
- Matthias Hinze, attore e doppiatore tedesco (Berlino, n. 1969 - Berlino, † 2007)
- Matthias Klimsa, attore tedesco (Osnabrück, n. 1971)
- Matthias Koeberlin, attore tedesco (Magonza, n. 1974)
- Matthias Matschke, attore tedesco (Marburgo, n. 1968)
- Matthias Schloo, attore tedesco (Amburgo, n. 1977)
- Matthias Schoch, attore svizzero (Winterthur, n. 1986)
- Matthias Schoenaerts, attore belga (Anversa, n. 1977)
- Matthias Schweighöfer, attore tedesco (Anklam, n. 1981)
- Matt Zemlin, attore e produttore cinematografico tedesco (Amburgo, n. 1980)

## Attori teatrali(1)
- Matthias Martelli, attore teatrale e drammaturgo italiano (Urbino, n. 1986)

## Baritoni(1)
- Matthias Goerne, baritono tedesco (Weimar, n. 1967)

## Biatleti(3)
- Matthias Dorfer, biatleta tedesco (n. 1993)
- Matthias Jacob, ex biatleta tedesco (Ohrdruf, n. 1960)
- Matthias Simmen, ex biatleta svizzero (Altdorf, n. 1972)

## Bobbisti(5)
- Matthias Höpfner, bobbista tedesco (Erfurt, n. 1975)
- Matthias Kagerhuber, bobbista tedesco (n. 1985)
- Matthias Legler, ex bobbista tedesco
- Matthias Sommer, bobbista e ex velocista tedesco (Witten, n. 1991)
- Matthias Trübner, ex bobbista tedesco (n. 1955)

## Botanici(2)
- Matthias Numsen Blytt, botanico norvegese (Overhalla, n. 1789 - Christiania, † 1862)
- Matthias Jacob Schleiden, botanico tedesco (Amburgo, n. 1804 - Francoforte sul Meno, † 1881)

## Calciatori(29)
- Matthias Bader, calciatore tedesco (Pforzheim, n. 1997)
- Matthias Baron, ex calciatore tedesco (Lörrach, n. 1988)
- Matthias Beck, ex calciatore liechtensteinese (n. 1981)
- Matthias Billen, calciatore tedesco (Duisburg, n. 1910 - † 1989)
- Matthias Braunöder, calciatore austriaco (Eisenstadt, n. 2002)
- Matthias Ginter, calciatore tedesco (Friburgo, n. 1994)
- Matthias Gragger, calciatore austriaco (Bad Ischl, n. 2001)
- Matthias Hamrol, ex calciatore tedesco (Troisdorf, n. 1993)
- Matthias Hattenberger, ex calciatore austriaco (Monaco di Baviera, n. 1978)
- Matthias Heidemann, calciatore tedesco (Colonia, n. 1912 - † 1970)
- Matthias Herget, ex calciatore tedesco (Annaberg-Buchholz, n. 1955)
- Matthias Holst, ex calciatore tedesco (Husum, n. 1982)
- Matthias Langkamp, ex calciatore tedesco (Spira, n. 1984)
- Matthias Lehmann, ex calciatore tedesco (Ulm, n. 1983)
- Matthias Lepiller, ex calciatore e allenatore di calcio francese (Le Havre, n. 1988)
- Matthias Liebers, ex calciatore tedesco (Lipsia, n. 1958)
- Matthias Lindner, calciatore austriaco (Scheiblingkirchen-Thernberg, n. 1988)
- Matthias Lindner, ex calciatore tedesco orientale (Grimma, n. 1965)
- Matthias Maak, calciatore austriaco (Bruck an der Mur, n. 1992)
- Matthias Mauritz, calciatore tedesco (Düsseldorf, n. 1924 - Düsseldorf, † 2016)
- Matthias Morys, ex calciatore tedesco (Stoccarda, n. 1987)
- Matthias Ostrzolek, calciatore tedesco (Bochum, n. 1990)
- Matthias Phaeton, calciatore francese (Colombes, n. 2000)
- Matthias Schamp, calciatore belga (Zottegem, n. 1988)
- Matthias Seidl, calciatore austriaco (Salisburgo, n. 2001)
- Matthias Sindelar, calciatore austriaco (Kozlov, n. 1903 - Vienna, † 1939)
- Matthias Strohmaier, calciatore tedesco (Dingolfing, n. 1994)
- Matthias Verreth, calciatore belga (Herentals, n. 1998)
- Matthias Zimmermann, calciatore tedesco (Pforzheim, n. 1992)

## Cantanti(2)
- Ikke Hüftgold, cantante, compositore e personaggio televisivo tedesco (Limburg an der Lahn, n. 1976)
- Matthias Reim, cantante, cantautore e compositore tedesco (Korbach, n. 1957)

## Cartografi(1)
- Matthias Ringmann, cartografo e umanista tedesco (Eichhoffen, n. 1482 - Sélestat, † 1511)

## Cestisti(3)
- Matthias Mayer, ex cestista austriaco (Wels, n. 1981)
- Matthias Strauss, ex cestista tedesco (Francoforte sul Meno, n. 1956)
- Matthias Tass, cestista estone (Tallinn, n. 1999)

## Chitarristi(1)
- Matthias Jabs, chitarrista tedesco (Hannover, n. 1955)

## Ciclisti su strada(5)
- Matthias Brändle, ex ciclista su strada austriaco (Hohenems, n. 1989)
- Matthias Kessler, ex ciclista su strada tedesco (Norimberga, n. 1979)
- Matthias Krizek, ex ciclista su strada austriaco (Vienna, n. 1988)
- Matthias Pfannenmüller, ciclista su strada e pistard tedesco (Norimberga, n. 1920)
- Matthias Russ, ex ciclista su strada tedesco (Reutlingen, n. 1983)

## Comici(1)
- Matze Knop, comico, conduttore radiofonico e cantante tedesco (Lippstadt, n. 1974)

## Compositori(2)
- Matthias Georg Monn, compositore e organista austriaco (Vienna, n. 1717 - Vienna, † 1750)
- Matthias Pintscher, compositore e direttore d'orchestra tedesco (Marl, n. 1971)

## Danzatori su ghiaccio(1)
- Matthias Versluis, danzatore su ghiaccio finlandese (Genolier, n. 1994)

## Dirigenti d'azienda(1)
- Matthias Müller, dirigente d'azienda e imprenditore tedesco (Limbach-Oberfrohna, n. 1953)

## Dirigenti sportivi(3)
- Matthias Buse, dirigente sportivo e ex saltatore con gli sci tedesco (Zittau, n. 1959)
- Matthias Hamann, dirigente sportivo, allenatore di calcio e ex calciatore tedesco (Waldsassen, n. 1968)
- Matthias Sammer, dirigente sportivo, allenatore di calcio e ex calciatore tedesco orientale (Dresda, n. 1967)

## Disc jockey(2)
- Paul van Dyk, disc jockey e produttore discografico tedesco (Eisenhüttenstadt, n. 1971)
- Tujamo, disc jockey e produttore discografico tedesco (Detmold, n. 1988)

## Filologi(1)
- Matthias Bernegger, filologo e astronomo tedesco (Hallstatt, n. 1582 - Strasburgo, † 1640)

## Fisici(1)
- Brandon Q. Morris, fisico, giornalista e scrittore tedesco (Luckenwalde, n. 1966)

## Generali(2)
- Matthias Kleinheisterkamp, generale tedesco (Elberfeld, n. 1893 - Halbe, † 1945)
- Matthias Alexis Roche de Fermoy, generale francese (Indie occidentali francesi)

## Giavellottisti(1)
- Matthias de Zordo, giavellottista tedesco (Bad Kreuznach, n. 1988)

## Ginnasti(3)
- Matthias Brehme, ex ginnasta tedesco (Markkleeberg, n. 1943)
- Matthias Fahrig, ex ginnasta tedesco (n. 1985)
- Matthias Volz, ginnasta tedesco (n. 1910 - † 2004)

## Giornalisti(2)
- Matthias Aebischer, giornalista e politico svizzero (Schwarzenburg, n. 1967)
- Matthias Blazek, giornalista e storico tedesco (Celle, n. 1966)

## Hockeisti su ghiaccio(2)
- Matthias Bieber, hockeista su ghiaccio svizzero (Zurigo, n. 1986)
- Matthias Trattnig, ex hockeista su ghiaccio austriaco (Graz, n. 1979)

## Hockeisti su prato(1)
- Matthias Witthaus, hockeista su prato tedesco (Oberhausen, n. 1982)

## Imprenditori(3)
- Matthias William Baldwin, imprenditore statunitense (Elizabeth, n. 1795 - Filadelfia, † 1866)
- Matthias Warnig, imprenditore e manager tedesco (Altdöbern, n. 1955)
- Matthias Wüllenweber, imprenditore e programmatore tedesco (n. 1961)

## Informatici(1)
- Matthias Ettrich, informatico tedesco (Bietigheim-Bissingen, n. 1972)

## Inventori(1)
- Matthias Koops, inventore tedesco

## Judoka(1)
- Matthias Casse, judoka belga (Mortsel, n. 1997)

## Linguisti(2)
- Matthias Kramer, linguista, lessicografo e grammatico tedesco (Colonia, n. 1640 - Norimberga, † 1729)
- Matthias Siegenbeek, linguista olandese (Amsterdam, n. 1774 - † 1854)

## Liutai(1)
- Matthias Alban, liutaio austriaco (Caldaro sulla Strada del Vino, n. 1634 - Bolzano, † 1712)

## Musicologi(1)
- Matthias Bertsch, musicologo e musicista tedesco (Lichtenau, n. 1966)

## Organisti(1)
- Matthias Weckmann, organista e compositore tedesco (Niederdorla - Amburgo, † 1674)

## Orientisti(3)
- Matthias Kyburz, orientista svizzero (n. 1990)
- Matthias Merz, orientista svizzero (Menziken, n. 1984)
- Matthias Müller, orientista svizzero (n. 1982)

## Pallavolisti(1)
- Matthias Pompe, pallavolista e giocatore di beach volley tedesco (Lipsia, n. 1984)

## Pastori protestanti(1)
- Matthias Hoë von Hoënegg, pastore protestante tedesco (Vienna, n. 1580 - Dresda, † 1645)

## Piloti motociclistici(1)
- Matthias Walkner, pilota motociclistico austriaco (Kuchl, n. 1986)

## Pistard(1)
- Matthias Wiegand, ex pistard tedesco (Plauen, n. 1954)

## Pittori(1)
- Matthias Schraudolph, pittore tedesco (Oberstdorf - Metten, † 1863)

## Politici(6)
- Matthias Erzberger, politico, diplomatico e saggista tedesco (Münsingen, n. 1875 - Bad Peterstal-Griesbach, † 1921)
- This Jenny, politico e imprenditore svizzero (Glarona, n. 1952 - Glarona, † 2014)
- Matthias Nicoll, politico inglese (East Northamptonshire, n. 1630 - † 1687)
- Matthias Ogden, politico statunitense (Elizabeth, n. 1754 - Elizabeth, † 1792)
- Matthias Platzeck, politico tedesco (Potsdam, n. 1953)
- Matthias Richards, politico statunitense (Pottstown, n. 1758 - † 1830)

## Rapper(1)
- Albino, rapper tedesco (Lubecca, n. 1974)

## Registi(1)
- Matthias Glasner, regista e sceneggiatore tedesco (Amburgo, n. 1965)

## Registi teatrali(1)
- Matthias Langhoff, regista teatrale tedesco (Zurigo, n. 1941)

## Scacchisti(2)
- Matthias Bluebaum, scacchista tedesco (Lemgo, n. 1997)
- Matthias Wahls, scacchista e giocatore di poker tedesco (Amburgo, n. 1968)

## Schermidori(2)
- Matthias Behr, ex schermidore tedesco (Tauberbischofsheim, n. 1955)
- Matthias Gey, ex schermidore tedesco (Tauberbischofsheim, n. 1960)

## Sciatori alpini(6)
- Matthias Brügger, ex sciatore alpino svizzero (n. 1993)
- Matthias Iten, sciatore alpino svizzero (n. 1999)
- Matthias Lanzinger, ex sciatore alpino austriaco (Abtenau, n. 1980)
- Hias Leitner, ex sciatore alpino e allenatore di sci alpino austriaco (Kitzbühel, n. 1935)
- Matthias Mayer, ex sciatore alpino austriaco (Sankt Veit an der Glan, n. 1990)
- Matthias Zdarsky, sciatore alpino austriaco (Kožichovice, n. 1856 - Sankt Pölten, † 1940)

## Scrittori(4)
- Matthias Claudius, scrittore e poeta tedesco (Reinfeld, n. 1740 - Amburgo, † 1814)
- Matthias Nawrat, scrittore tedesco (Opole, n. 1979)
- Matthias Politycki, scrittore tedesco (Karlsruhe, n. 1955)
- Matthias Joseph Scheeben, scrittore, teologo e mistico tedesco (Meckenheim, n. 1835 - Colonia, † 1888)

## Scultori(2)
- Matthias Braun, scultore austriaco (Sautens, n. 1684 - Praga, † 1738)
- Matthias Rauchmüller, scultore tedesco (Radolfzell am Bodensee, n. 1645 - Vienna, † 1686)

## Skeletonisti(1)
- Matthias Guggenberger, ex skeletonista austriaco (Innsbruck, n. 1984)

## Sollevatori(1)
- Matthias Steiner, ex sollevatore austriaco (Vienna, n. 1982)

## Storici(1)
- Matthias Theodor Vogt, storico e musicologo tedesco (Roma, n. 1959)

## Tennisti(1)
- Matthias Bachinger, ex tennista tedesco (Monaco di Baviera, n. 1987)

## Tipografi(1)
- Matthias Apiarius, tipografo, editore e compositore svizzero (Berching, n. 1494 - Berna, † 1554)

## Velocisti(1)
- Matthias Rusterholz, ex velocista svizzero (Herisau, n. 1971)

## Vescovi cattolici(1)
- Matthias Defregger, vescovo cattolico e militare tedesco (Monaco di Baviera, n. 1915 - Monaco di Baviera, † 1995)

## Vescovi vetero-cattolici(1)
- Matthias Ring, vescovo vetero-cattolico tedesco (Wallenfels, n. 1963)